# Douglas Y1B-7
Le Douglas Y1B-7 est un bombardier monoplan américain des années 1930. Il est le premier monoplan américain à recevoir la désignation « B- » comme « bombardier ». La configuration monoplan d'un avion s'avérant plus pratique et moins chère que le biplan, l'United States Army Air Corps décide de procéder à son expérimentation. Au moment où le XB-7 est commandé, il est testé par Douglas Aircraft comme appareil d'observation.

## Conception et développement
Le modèle originel XB-7 est une version expérimentale d'un ensemble de monoplans construits par Douglas et désignés XO-35 et XO-36. Il est construit comme un concurrent du Fokker YO-27, qui donne naissance par la suite au Fokker XB-8. L'appareil de Douglas dispose d'une aile d'un seul bloc montée en position haute et en forme d'aile de mouette (« gull wings »). Elles sont recouvertes de tôle en duralumin. Le 26 mars 1930, deux appareils de cette conceptions sont commandés et désignés respectivement XO-35 et XO-36. Dotés de meilleures performances que la plupart de leurs prédécesseurs, ils s'imposent comme une alternative aux biplans de la Keystone Aircraft Corporation qui constituent alors la flotte de bombardier de l'USAAC.
Impressionnée par les deux avions de Douglas, l'Army Air Corps décide de transformer le XO-36 en bombardier. L'appareil, rebaptisé ainsi XB-7, est doté de rails de lancement de bombes capable d'emporter un charge de 1 200 livres (540 kg). En août 1931, l'Army Air Corps commande 7 bombardiers Y1B-7 pour les tester en opération aux côtés des 5 Y1O-35 qui deviendront O-35 en service opérationnel avec le 9th Observation Group. Le XB-7 est livré à Wright Field en juillet 1932 où débutent les essais. Ces appareils sont propulsés par deux moteurs Curtiss V-1570-27 de 675 ch. Un mois plus tard, c'est au tour du premier Y1B-7 d'être livré.
Le prototype du XB-7 est un bombardier léger pouvant emporter 1 200 livres de bombes. Le revêtement du fuselage est en tôle ondulée afin de faciliter la production. L'aile en mouette est renforcée par des montants afin d'accroitre leur résistance. Malgré une augmentation de la traînée induite par la présence des montants d'aile, le XB-7 est encore plus rapide que ses prédécesseurs biplans. L'équipage se compose d'un pilote, d'un copilote et de deux mitrailleurs, l'un dans le nez et l'appareil et l'autre dans la queue.

## Histoire opérationnelle et production
En dépit d'une évaluation prometteuse, le Y1B-7 n'entre jamais en production de masse à cause de sa faible capacité d'emport de bombe, et parce que d'autres appareils plus performants, tels que le Martin B-10, sont en cours de développement. Cependant, 6 des prototypes du B-7, le prototype XO-35 et 5 O-35 participent tous à l'« Airmail Emergency » de 1934, une crise au cours de laquelle l'administration du président américain Franklin D. Roosevelt demanda à l'US Army Air Corps de transporter le courrier. Tous les O-35 survivent aux opérations de transport du courrier tandis que 4 B-7 sont de leur côté perdus lors d'accidents. 

## Variantes
XO-35
Prototype d'avion d'observation bimoteur. Deux moteurs Curtiss V-1570-29 de 600 ch avec hélices tripales. Un seul construit.
XO-36
Prototype d'avion d'observation bimoteur. Deux moteurs Curtiss V-1570-23 de 600 ch avec hélices bipales. Redésigné XB-7. Un seul construit.
XB-7
Prototype de bombardier léger. Deux moteurs V-1570-23 de 600 ch avec hélices bipales. Un seul construit.
Y1O-35
banc d’essai d'observation, propulsé par des moteurs V-1570-39 de 350 ch ou bien V-1570-53 de 675 ch. Cinq construits.
Y1B-7
banc d’essai de bombardement, propulsé par des moteurs V-1570-33 de 640 ch ou bien V-1570-53 de 675 ch. Sept construits.

## Opérateurs
États-Unis
- United States Army Air Corps